# Raio Piiroja
Raio Piiroja est un footballeur estonien né le 11 juillet 1979 à Pärnu en RSS d'Estonie qui a remporté cinq fois le titre de « footballeur estonien de l'année » en 2002 et de 2006 à 2009. Il joue généralement arrière droit mais peut aussi jouer défenseur central ou ailier droit.

## Sélection
- Estonie : 104 sélections / 8 buts[2]

Raio Piiroja a fêté sa 100e sélection le 25 mars 2011 lors d'un match amical contre l'Uruguay, remporté 2-0 à Tallinn.

## Palmarès
FC Flora Tallinn
- Champion d'Estonie (2) : 2001, 2002
- Vainqueur de la Supercoupe d'Estonie (1) : 2002

 Fredrikstad FK
- Vainqueur de la Coupe de Norvège (1) : 2006